# Yefferson Moreira
Yefferson Moreira, vollständiger Name Yefferson Moreira Scaraffoni, (* 7. März 1991 in Bella Unión) ist ein uruguayischer Fußballspieler.

## Karriere

### Verein
Der 1,74 Meter große Defensivakteur Moreira spielte seit der Saison 2009/10 für Peñarol und gewann direkt in jener die uruguayische Meisterschaft mit seinem Klub. In dieser und der folgenden Spielzeit absolvierte er insgesamt acht Einsätze in der Primera División. Im Januar 2012 schloss sich eine knapp halbjährige Ausleihe zum Club Atlético Cerro an. Für den Ligakonkurrenten Peñarols bestritt er sieben weitere Erstligapartien in der Clausura 2012. Nach Ablauf des Leihgeschäfts kehrte er kurzzeitig zu den Aurinegros zurück, wechselte sodann aber noch im Juli 2012 auf Leihbasis zu El Tanque Sisley. Für den ebenfalls in der höchsten uruguayischen Spielklasse antretenden Verein absolvierte Moreira in der Spielzeit 2012/13 25 Spiele im Ligabetrieb. Mit seinem Verein qualifiziert er sich für die Copa Sudamericana 2013. In den beiden einzigen Spielen El Tanque Sisleys in diesem Wettbewerb wurde Moreira ebenfalls aufgestellt. In der Spielzeit 2013/14 absolvierte er 24 Spiele (ein Tor). In der Saison 2014/15 wurde er in 28 Erstligaspielen (ein Tor) eingesetzt. Während der Spielzeit 2015/16 stehen 13 Erstligaeinsätze (kein Tor) in der Apertura für ihn zu Buche. Sein Klub stieg in die Zweitklassigkeit ab. In der Saison 2016 trug er mit zwölf Zweitligaeinsätzen (kein Tor) zum direkten Wiederaufstieg bei. Im Januar 2017 verpflichtete ihn der Erstligist River Plate Montevideo, für den er in der laufenden Saison 2017 bislang (Stand: 23. Juli 2017) sechs Ligaspiele (kein Tor) absolvierte.

### Nationalmannschaft
Moreira gehörte auch der U-20-Nationalmannschaft Uruguays an. Für diese absolvierte er im Jahr 2011 mindestens ein Länderspiel und nahm mit ihr an der U-20 Südamerikameisterschaft 2011 in Peru, sowie an der U-20 Weltmeisterschaft 2011 in Kolumbien teil.

### Erfolge
- U-20-Vize-Südamerikameister 2011
- Uruguayischer Meister 2009/10